# Charles De Visscher
Pour les articles homonymes, voir Visscher.
Charles Marie Joseph Désiré De Visscher (né le 2 août 1884 à Gand et mort le 2 janvier 1973 à Woluwe-Saint-Pierre, dans la banlieue de Bruxelles) était un juriste belge. Après avoir commencé sa carrière dans les droits civil, social et du travail, il se spécialisa, sous l'influence de la Première Guerre mondiale dans le domaine du droit international public, et occupa au cours de sa carrière une série de positions et d'offices de haut rang. Il enseigna notamment le droit dans les universités de Gand et de Louvain, et, comme visiteur, à l’université de Chicago et à l'académie de droit international à La Haye, dont il fit partie du conseil depuis 1932. En outre, il a été secrétaire général et président de l'institut de droit international, à partir de 1923 membre de la Cour permanente d’arbitrage de La Haye, de 1937 à 1945 juge à la Cour permanente de justice internationale, et de 1946 à 1952 à l'institution qui lui a succédé, la Cour internationale de justice (CIJ). Il est le seul Belge jusqu'à présent qui ait siégé comme juge à cette CIJ.
Son action en droit international a été marquée par ses activités académiques autant que pratiques. Il a publié un grand nombre de contributions dans divers domaines du droit international, et parmi elles des travaux importants abordant de nouveaux aspects : par exemple, dans les années 1930, la protection des biens culturels pendant les conflits armés, et après la Seconde Guerre mondiale, le concept des droits de l'homme. Son travail majeur, le livre publié en 1953 « Théories et réalités en droit international public », fut dès cette année élu nouvelle parution la plus importante, et dans les années qui suivirent, devint un classique. En raison de son action, Charles De Visscher compta dans la première moitié du XXe siècle parmi les juristes en droit international les plus influents, tant en Belgique qu'internationalement. En 1954, il fut nommé cinquième, et jusqu'à présent dernier, président d'honneur dans l’histoire de l'Institut de droit international, et en outre membre d'honneur de la Société américaine de droit international (en) et membre des académies nationales de Belgique, des Pays-Bas, d'Espagne et de l’Institut de France.

## Biographie

### Formation et premiers travaux
Charles De Visscher naît à Gand en 1884. Il est l’aîné de deux frères. Son frère Fernand De Visscher a lui aussi effectué une grande carrière de juriste. Il perd très jeune sa mère ainsi que son père, alors médecin et professeur de médecine légale à l'université de Gand. Après une formation classique au collège Sainte-Barbe de Gand, il étudie le droit à l'université de sa ville, ainsi qu'à Paris, et termine ses études le 8 octobre 1907 avec le titre de Docteur en droit. Après son examen d'avocat, il commence par s'occuper de droit civil, qui à l'époque passait pour la discipline juridique dominante. Il publie ses deux premiers mémoires en droit en 1909 et 1910. En parallèle, il termine en 1909 ses études en sciences politiques. En 1910, il épouse Hélène Mertens ; de ce mariage naîtront huit enfants. Immédiatement avant le début de la Première Guerre mondiale, Charles De Visscher se tourne vers le droit social, qui émerge alors comme discipline juridique indépendante. Il va à Paris, et y publie en 1911 un mémoire intitulé « Le contrat collectif de travail » sur le concept de convention collective en droit du travail. Dans ce travail, il voit l'apparition d'une organisation des travailleurs comme un pas important vers une égalité des droits face aux employeurs, et considère la conclusion de conventions collectives comme une partie importante de cette organisation. En 1911, il reprend l'enseignement d'Albéric Rolin, le frère du ministre Gustave Rolin-Jaequemyns, dans les domaines du droit pénal et du droit de procédure pénale. Après le départ à la retraite de Rolin en 1913, il prend à son tour le domaine du droit international privé. Cette même année, il publie son premier ouvrage sur le droit international public.
Au début de la Première Guerre mondiale, Charles De Visscher se retire d'abord à Anvers, puis à Oxford en Angleterre. On peut considérer sûrement que la guerre a fini d'orienter ses intérêts juridiques dans la direction du droit international public. En Angleterre, il publie beaucoup d'articles dans des revues de droit en langues française et anglaise, dans lesquels il étudie les atteintes au droit international que constitue l'occupation allemande de la Belgique neutre. En outre, il écrit en 1916 sur ce thème deux livres : « Belgium’s Case: A Juridical Enquiry » (le cas de la Belgique : une enquête juridique), et « La Belgique et les juristes allemands » traduit en allemand dès 1917. Après la fin de la guerre, il devient en 1919 conseiller juridique du ministère belge des affaires étrangères, et participe en tant que tel aux négociations qui conduisent en 1920 à la fondation de la Société des Nations. Cette même année, il entre au comité éditorial de la « Revue de droit international et de législation comparée », dans laquelle il publiera jusqu'à sa fin, due à la Seconde Guerre mondiale, une multiplicité d'articles. En 1921, il est nommé Associate de l'Institut de droit international et en deviendra en 1929 membre et secrétaire général. Il fait partie de la Cour permanente d’arbitrage de La Haye à partir de 1923. En 1924, il devient doyen de la faculté de droit de l’université de Gand.

### Action au sein de la Cour permanente de Justice internationale

Le palais de la Paix à La Haye, siège de la Cour permanente de Justice internationale et de l’académie de droit international.

En 1923, Charles De Visscher pénètre pour la première fois à la Cour permanente de Justice internationale, en qualité de conseiller juridique du gouvernement roumain. Dans ce dossier, nommé « Affaire de la Commission européenne sur le Danube » dans les annales de la Cour, il s'agit de la compétence de la commission du Danube, créée en 1856. La compétence de cette commission a été étendue par plusieurs avenants, sur lesquels la Roumanie n'a pas été consultée, à la partie du Danube en territoire roumain, entre Galaţi et Brăila. Dans cette affaire, dans laquelle Charles De Visscher utilise en particulier l'égalité entre États et le principe de souveraineté des États, est jugée par la Cour en défaveur de la Roumanie. Dans un cas semblable (International Commission of the Oder Case), où il s'agit de la compétence de la commission internationale sur l’Oder, à l'égard de sections de l'Oder entièrement situées sur le territoire de la Pologne, il essuie encore un échec en tant que représentant du gouvernement polonais. En 1931 et 1932, il représente à nouveau les intérêts de la Pologne pour les décisions de deux problèmes soumis à la Cour de justice. L'un de ces cas concerne le droit de la Pologne à faire faire escale à ses navires de guerre sous certaines conditions dans la Ville libre de Dantzig (Polish Warships in Danzig Case) ; le second regarde le traitement des citoyens polonais à Dantzig (Treatment of Polish Nationals in Danzig Case). Les décisions de la Cour sont dans les deux cas défavorables à la position polonaise. Sa dernière affaire devant cette Cour concerne le statut légal de la partie orientale du Groenland (The Legal Status of Eastern Greenland Case). Celui-ci est alors contesté entre la Norvège et le Danemark, car le Danemark revendique la souveraineté sur le Groenland depuis 1921, et la Norvège a commencé une occupation partielle du Groenland oriental. Charles De Visscher réussit, dans ce cas, à représenter avec succès la position du Danemark.
En 1931, Charles De Visscher va à l'Université catholique de Louvain, parce que l’université de Gand a adopté un an auparavant la langue flamande. Six ans après, il abandonne le poste de secrétaire général de l’institut de droit international, où son frère Fernand lui succède jusqu'en 1950. Influencé par les intérêts archéologiques de son frère, et son travail historique sur le droit romain, il publie en 1935 sous le titre « La protection internationale des objets d’art et des monuments historiques » un travail sur la protection en droit international des biens culturels. La même année, la signature du pacte Roerich conduit pour la première fois à un traité international dans ce domaine du droit. Charles De Visscher prend ensuite la présidence d'un comité d'experts, qui prépare un projet de convention générale de protection des biens culturels. Ce projet est adopté par le service international des musées de la SDN, et est considéré comme un précurseur de la convention de La Haye pour la protection des biens culturels en cas de conflit armé adoptée en 1954. En mai 1937, Charles De Visscher est choisi comme juge à la Cour permanente de Justice internationale, comme successeur d'Édouard Rolin-Jaequemyns.
Il occupe ce poste jusqu'en octobre 1945, bien que les activités de la Cour soient ralenties en décembre 1939, à la suite du début de la guerre, et qu'elles soient totalement arrêtées en 1942. Il a pris part à sept décisions de la cour : dispute entre Pays-Bas et Belgique au sujet de la dérivation des eaux de la Meuse pour la construction du Canal Albert en Belgique (The Diversion of Water from the Meuse Case), querelle entre France et Grèce au sujet de l'érection des phares des îles de Crète et de Samos (Lighthouses in Crete and Samos Case), les reproches de la Belgique envers les enquêteurs sur le meurtre du baron belge Jacques de Borchgrave en Espagne, qui n'auraient pas été faites avec la diligence nécessaire (The Borchgrave Case). D'autres décisions concernaient des différends entre France et Italie sur les frais de transport des phosphates au Maroc (Phosphates in Morocco Case), une dispute entre Estonie et Lituanie au sujet des droits de propriété et d'usage d'une ligne de chemins de fer (The Panevezys-Saldutiskis Railway Case), un conflit entre Belgique et Grèce au sujet de paiements par la Grèce à une firme belge (The "Société Commerciale De Belgique" Case), et un règlement de comptes entre Bulgarie et Belgique sur la livraison de charbon par la Bulgarie à une entreprise belge responsable de la fourniture d'électricité à la capitale bulgare Sofia (The Electricity Company of Sofia and Bulgaria Case).
Le 6 mai 1940, il est élu membre permanent de l'Académie royale des sciences, des lettres et des beaux-arts de Belgique. Quatre jours après seulement, son fils Jacques, tombe au champ d'honneur.
Pendant la Seconde Guerre mondiale, Charles De Visscher préside un comité politique secret de six membres, qui maintient le contact avec le gouvernement belge en exil à Londres, et il a la fonction officielle de correspondant du gouvernement.

### La Cour internationale de justice et les travaux ultérieurs
Le 26 septembre 1944, Charles De Visscher est nommé ministre sans portefeuille dans le premier gouvernement belge d'après-guerre. Après la fin de la guerre, il est membre de la délégation belge à la conférence de San Francisco au cours de laquelle est élaborée la charte des Nations Unies. En février 1946, il est élu juge à la Cour internationale de justice pour six ans. Avec José Gustavo Guerrero du Salvador, il est ainsi le seul juge de la nouvelle Cour, à avoir participé à l'institution précédente, la Cour permanente de justice internationale. Pendant son séjour à la Cour, il participe à huit décisions et six expertises. Dans ces cas, il s'agit en particulier de deux expertises sur l'acceptation d'États à l'ONU, sur le règlement de dédommagements de l'Albanie au Royaume-Uni à la suite des dommages subis par deux destroyers et la mort de 44 marins britanniques par des mines sous-marines au large de l'Albanie (Corfu Channel Case), ainsi qu'une expertise sur la recevabilité de demandes des Nations unies à l'égard de gouvernements nationaux en raison de blessures subies par des collaborateurs de l'ONU en service. D'autres cas concernaient par exemple une dispute entre le Royaume-Uni et la Norvège sur les droits des pêcheries (Fisheries (United Kingdom v. Norway) Case), ou la clarification du statut international du Sud-Ouest africain. En outre, Charles De Visscher contribua au travail de plusieurs comités de la Cour, compétents en matière de procédure ou autres catégories spéciales de questions. On ne sait rien des raisons pour lesquelles le 6 décembre 1951, malgré sa réputation, il n'a pas été réélu pour un nouveau mandat à partir de 1952. Il est cependant vraisemblable que des considérations politiques aient joué un rôle prédominant, comme la division des voix européennes entre lui et un autre candidat, le Norvégien Helge Klæstad, ainsi que l'appui des États-Unis à un candidat d'Amérique latine.
En 1947, Charles De Visscher participe, avec l'ancien premier ministre belge Paul van Zeeland, le professeur de droit bruxellois Henri Rolin, et d'autres juristes et diplomates, à la fondation de l'Institut royal des relations internationales (IRRI), un think tank indépendant siégeant à Bruxelles, pour la recherche et l'échange d'informations dans le domaine des Relations internationales. La même année, il prend la présidence de l'Institut de droit international. En 1953, paraît le livre « Théories et réalités en droit international public », généralement considéré comme l'œuvre majeure de Charles De Visscher. L'American Society of International Law l'élit à l'unanimité l'année de sa parution comme publication la plus éminente dans le domaine du droit international, et quelques années plus tard, il compte déjà parmi les classiques. D'autres éditions en français paraissent en 1955, 1960 et 1970, mais des traductions en anglais et en espagnol paraissent aussi. À 70 ans, Charles De Visscher se retire de ses obligations académiques, et est élu cinquième président de l'Institut de droit international. Pendant les années suivantes, il travaille encore de nombreuses fois comme arbitre dans des contestations internationales, et publie sur différents aspects du droit international.
Le 2 août 1958, sa femme Hélène meurt. Lui-même meurt 15 ans plus tard à l'âge de 88 ans. Son fils Paul De Visscher (de) partage les intérêts de son père, et devient professeur de droit public et international à l'université catholique de Louvain, ainsi que de 1969 à 1981 secrétaire général de l'Institut de droit international. Sa fille Françoise Leurquin-De Visscher fut également professeur de droit à Louvain.

## Accueil et influence

### Vues sur la philosophie du droit et la politique

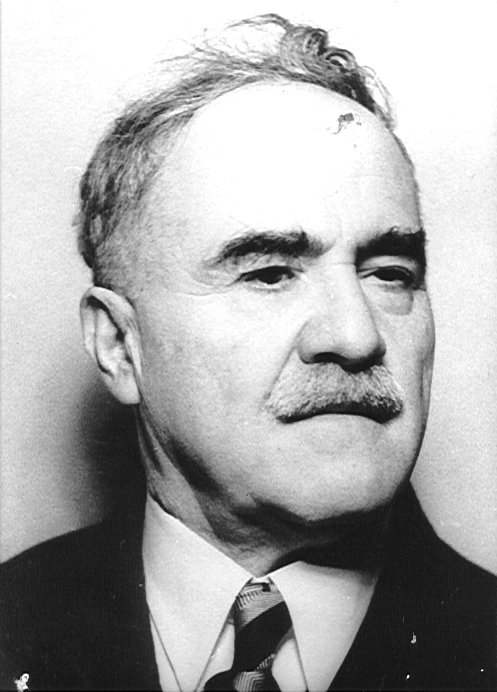
Max Huber, ami de Charles De Visscher, dont les vues et les écrits l'influencèrent, parmi d'autres.

Les vues de Charles De Visscher ne se laissent pas ranger de façon univoque parmi celles d'une philosophie donnée du droit. Il repousse les généralisations du droit naturel autant que les contraintes rigides du droit positif, et met l'accent sur la nécessité d'une base morale et sociale du droit. En ce qui concerne le droit international, il donne une importance particulière aux rapports réciproques entre droit et politique, ainsi qu'aux normes juridiques communes à tous les peuples, que l'on désigne sous le nom de Droit des gens (Jus gentium). Il considère la conscience individuelle comme une base tant de la société humaine que du droit. Il préfère les estimations pratiques aux formalismes théoriques, et assigne au droit sa valeur par son utilité (vision utilitaire). Réaliste envers les possibilités et les limites du droit international, il le considère avant tout comme un outil de la politique internationale, et comme un moyen de développement de valeurs communes, pour la mise en œuvre de principes de base, qu'il désigne dans ses travaux par human ends of power (buts humains du pouvoir). Parmi ces « buts humains », qu'il considère à la fois comme fondations du droit international et comme condition préalable à l'établissement durable d'un ordre de paix, il compte avant tout les droits fondamentaux de l'homme et le commandement d'humanité. Et c'est pour cela qu'il s'exprimait contre l'utilisation sans réflexion et sans proportionnalité à chaque cas particulier de règles immuables, même dans le domaine du droit international, pour lequel il existe des normes positives de droit, et les institutions correspondantes pour les faire appliquer.
Ses principes philosophiques reposent en particulier sur le courant de pensée marqué par le philosophe français Emmanuel Mounier, le personnalisme. Dans ses écrits, il ne nomme que rarement d'autres juristes dont la position aurait pu l'influencer. Parmi le petit nombre de juristes dont les travaux ont pu avoir de l'influence sur Charles De Visscher, et dont il a pu reprendre quelques idées, on compte les Autrichiens Hersch Lauterpacht, Alfred Verdroß-Droßberg (de) et Hans Kelsen, même s'il n'était pas d'accord avec Kelsen sur des questions importantes, s'il critiquait en particulier sa position sur le droit positif. Le Suisse Max Huber, président du Comité international de la Croix-Rouge de 1928 à 1944, l'a influencé par ses vues. Il a dédicacé à Huber, avec qui il était ami, la quatrième édition de son livre « Théories et réalités en droit international public », qui était né en partie sous l'influence du travail de Huber Die soziologischen Grundlagen des Völkerrechts (Les bases sociologiques du droit international).
Au nombre des juristes que Charles De Visscher influença par ses idées, on peut compter parmi d'autres Wolfgang Friedmann (de), professeur à la faculté de droit de l'Université Columbia de 1955 à sa mort en 1972 ; le Français Michel Virally, qui enseigna aux universités de Strasbourg et de Genève ; René-Jean Dupuy, professeur au Collège de France.

### Travaux
Les travaux de Charles De Visscher se classent en thèmes différents dans le temps et leur objet. Au droit social et au droit du travail succède une longue carrière consacrée au droit international, auquel il voue une action tant académique qu'orientée vers la pratique comme avocat et juge à la Cour Internationale de justice de La Haye. Son activité d'enseignement, outre ses chaires à Gand et à Louvain, comprend des cours à l'université de Chicago et en 1923, 1925, 1929, 1935 et 1954, à l'académie de droit international de La Haye, dont il fait partie du conseil à partir de 1932. Pendant les 15 ans en gros de sa vie, passés comme juge à la Cour permanente de justice internationale, et à l'institution qui la suit, il renonce très fermement à publier, car il trouve, en raison de la déontologie de neutralité judiciaire, qu'il n'est pas approprié de s'exprimer sur des questions de droit international en dehors des décisions qu'il doit rendre. En outre il renonce à la possibilité ouverte par les statuts des deux institutions de formuler des prises de position individuelles ou divergentes, comme la plupart des autres juges des pays d'Europe continentale. Au cours de sa carrière, il n'a usé de cette possibilité que deux fois.
Après la fin de son activité de juge, Charles De Visscher publie son ouvrage majeur « Théories et réalités en droit international public ». Dans ce livre, divisé en quatre parties, il s'oppose, conformément à ses vues sur la philosophie du droit, à l'alternance de la force et du droit dans le domaine des relations internationales. Il considère notamment leur développement historique depuis l’avènement des États modernes jusqu'au début de la Seconde Guerre mondiale (1re partie), les relations en général sous l'angle de la force et du droit (2e partie), ainsi que les tensions qui en découlent en partie (3e partie). Dans la quatrième partie du livre, il se consacre au rôle du droit dans la résolution pacifique des conflits internationaux. Les deux premières parties du livre, restées pratiquement inchangées dans les quatre éditions, présentent pour l'essentiel la manière de voir personnelle de De Visscher. Il y décrit avant tout comment le droit international, selon lui, pourrait et devrait être instauré. Les deux dernières parties sont plutôt consacrées au statut réel du droit international, et à ses possibilités, le tout marqué dans son contenu du sceau de sa propre action. La troisième partie du livre subit les plus fortes modifications entre les diverses éditions, en raison de l'adaptation aux développements récents.
Les intérêts académiques de Charles de Visscher en rapport avec le droit international sont variés, et parfois marqués par des travaux datés, mais significatifs par leur contenu à propos d'aspects nouveaux ou spéciaux. Ceci est spécialement valable à propos de la protection du patrimoine culturel en cas de guerre, dans les années 1930, comme ses travaux sur les droits de l’homme peu après la fin de la Seconde Guerre mondiale, et qui ont fourni notamment la base d'une résolution correspondante de l'Institut de droit international. D'autres thèmes qu'il a abordés, ont été le traitement en droit international du déni de justice, le principe de nationalité et la protection des minorités, la position juridique des ressortissants étrangers dans le cadre de la législation nationale d'un pays, ainsi que les aspects de procédure en droit international. Son travail « Le déni de justice en droit international », de 1935 est considéré jusque récemment comme l'ouvrage le plus significatif en langue française sur ce thème. Une partie de ses publications importantes est parue seulement après son départ à la retraite en 1954, comme notamment certains travaux publiés dans les années 1980, abrégés de l'état et des développements futures du droit dans divers domaines.

### Distinctions et honneurs
Parmi les distinctions décernées à Charles De Visscher pour son action, on compte notamment des doctorats honoris causa des universités de Paris, Nancy, Poitiers et Vienne, ainsi que la nomination comme membre d'honneur de la Société américaine de droit international (en) (ASIL). En outre, il a été admis comme membre de diverses académies des sciences, comme l'Académie royale des sciences, des lettres et des beaux-arts de Belgique, l'Académie royale néerlandaise des arts et des sciences, l'Académie royale des sciences morales et politiques espagnole, ainsi que l'Institut de France.
Les prix qui lui ont été attribués comprennent en particulier, en 1955 le « ASIL Certificate of Merit » (Certificat de mérite de l'ASIL), pour son livre « Théories et réalités en droit international public », ainsi qu'en 1966 la Médaille Manley-O.-Hudson (de), la plus haute distinction de la Société Américaine de Droit International (ASIL).
Le Centre de droit international fondé en 1963 pour le droit international à l'Université catholique de Louvain a été nommé l'année même de son décès « Charles De Visscher », puis « Département de droit international Charles De Visscher », et, depuis 2009, « Centre Charles de Visscher pour le droit international et européen » (CeDIE).
Il a reçu janvier 1946 la distinction suivante décernée par le prince régent Charles de Belgique : 
- Grand-croix de l'ordre de la Couronne.

## Principales œuvres
- (en) Charles De Visscher, Belgium’s Case : A Juridical Enquiry., Londres, Hodder and Stoughton, 1916
- Charles De Visscher, La Belgique et les juristes allemands., Paris, Payot, 1916
- (en) Charles De Visscher, The Stabilization of Europe., Chicago, The University of Chicago Press, 1924
- Charles De Visscher, « La protection internationale des objets d’art et des monuments historiques. », Revue de droit international et de législation comparée., vol. 16,‎ 1935, p. 32-74 et 246-288
- Charles De Visscher, « Le déni de justice en droit international. », Recueil des cours., vol. 52,‎ 1935, p. 365–442
- (en) Charles De Visscher, « The Fundamental Rights of Man. Basis of a Restoration of International Law », Annuaire de l’Institut de Droit International., vol. 41,‎ 1946, p. 1–13
- Charles De Visscher, Théories et réalités en droit international public, Paris, 1953
- Charles De Visscher, Problèmes d’interprétation judiciaire en droit international public., Paris, Éditions A. Pedone, 1963
- Charles De Visscher, Aspects récents du droit procédural de la Cour internationale de Justice., Paris, Éditions A. Pedone, 1966
- Charles De Visscher, Les effectivités en droit international public., Paris, Éditions A. Pedone, 1967